# The Three O'Clock
The Three O'Clock est un groupe de musique américain des années 1980, issu du mouvement Paisley Underground. Leur chanteur, Michael Quercio, est d'ailleurs crédité pour avoir trouvé le terme Paisley Underground, mouvement musical basé à Los Angeles qui incluait notamment Dream Syndicate, Green on Red, The Bangles, The Long Ryders ou Rain Parade.
Après la dissolution du groupe, en 1988, Michael Quercio a rejoint brièvement Game Theory en 1990. Ensuite, il a fondé Permanent Green Light, puis The Jupiter Affect. Le guitariste, Louis Gutierrez a monté Louis and Clark puis a rejoint Mary's Danish. Dans le même temps, Jason Falkner, second guitariste de la formation s'est joint à Jellyfish, puis The Grays, avant de se lancer dans une carrière solo.

## Membres
- Michael Quercio : basse, chant
- Danny Benair : batterie
- Louis Gutierrez : guitare
- Mike Mariano : claviers
- Jason Falkner : guitare
- Steven Altenberg : guitare

## Discographie
- 1982 : The Salvation Army (réédité en 1986 sous le titre Befour Three O'Clock)
- 1982 : Baroque Hoedown (Frontier)
- 1983 : Sixteen Tambourines (Frontier)
- 1985 :  Arrive Without Travelling (IRS)
- 1986 :  Ever After (IRS)
- 1988 :  Vermillion (Paisley Park)